# Connecticut Coyotes
Die Connecticut Coyotes waren ein Arena-Football-Team aus Hartford, Connecticut, das in der Arena Football League (AFL) gespielt hat. Ihre Heimspiele trugen die Coyotes im Hartford Civic Center aus.

## Geschichte
Die Coyotes wurden 1994 durch Robert B. Dixon gegründet und nahmen zur Saison 1995 den Spielbetrieb in der AFL auf.

### Saison 1995–1996 (AFL)
In der ersten Saison musste man mit nur einem Sieg und 11 Niederlagen ordentlich Lehrgeld bezahlen. Der einzige Sieg datiert vom 1. Juli 1995 gegen die Miami Hooters, als man 60:39 gewann.
Schon nach dieser Saison berichtete die Hartforder Tageszeitung, der Hartford Courant, ausführlich über die finanziellen Schwierigkeiten der Coyotes. So wurde mit einem Zuschauerschnitt von 8.000 kalkuliert, um am Ende der Saison eine schwarze Null zu schreiben. Durch die vielen Niederlagen bedingt, sollte der tatsächliche Zuschauerschnitt bei 7.853 liegen. Dazu kamen Ausgaben, wie ein prozentualer Anteil der Parkplatzgebühren, den der Staat bekam, sowie die Abzahlung eines $1.25 Millionen teuren Kredits, den der Staat dem Verein gewährte. Wie hoch genau der Verlust tatsächlich war, hatte Dixon nicht verraten wollen. Fakt ist, dass Dixon für die Coyotes einen neuen Besitzer finden wollte und $750.000 für das Franchise verlangte.
Am 27. Oktober 1995 vermeldete der Hartford Courant, dass eine Investorengruppe um Benjamin Morris und Scott Gerard, das Franchise schließlich kaufen werde.
Es hieß weiter, dass Morris, ein Immobilienhändler, zuversichtlich sei, die Coyotes zu einem finanziellen Gewinn zu führen, obwohl er vorher nie ein Sportfranchise besaß. Schließlich mache er in seinem Beruf nichts anderes, als marode Immobilien zu kaufen, zu sanieren und den finanziellen Nutzen daraus zu ziehen.
Die Saison 1996 verlief genauso wie die erste geendet hatte. Nur zwei Siege aus 14 Spielen standen am Ende auf dem Konto der Coyotes. Die Playoffs wurden auch in der zweiten Saison verpasst. Die Zuschauerzahlen blieben im Vergleich zum Vorjahr auf dem fast gleichen Stand bei 7.847 Zuschauern pro Heimspiel.
Nachdem die Coyotes nur drei Spiele in zwei Jahren gewannen, vermeldete Morris am 1. November 1996, dass es in absehbarer Zeit keinen Indoor-Football mehr in Hartford geben werde.

## Zuschauerentwicklung
| Jahr | Zuschauerdurchschnitt |
| ---- | --------------------- |
| 1995 | 7.853                 |
| 1996 | 7.847                 |

## Stadion
Die Coyotes trugen ihre Heimspiele im 14.750 Zuschauer fassenden Hartford Civic Center aus. Seit 2008 ist die Arena als XL Center bekannt, in der die Hartford Wolf Pack ihre Spiele bestreiten.